# Aurecocrypta lugubris
Espèce
Aurecocrypta lugubris est une espèce d'araignées mygalomorphes de la famille des Barychelidae.

## Distribution
Cette espèce est endémique du Wheatbelt en Australie-Occidentale,. Elle se rencontre vers Chittering.

## Description
La femelle holotype mesure 11 mm

## Publication originale
- Raven, 1994 : Mygalomorph spiders of the Barychelidae in Australia and the Western Pacific. Memoirs of the Queensland Museum, vol. 35, no 2, p. 291-706 (texte intégral).